# Sockburn

Sockburn est un village et une paroisse civile du comté de Durham, en Angleterre. Il est situé à quelques kilomètres au sud-est de la ville de Darlington, dans un méandre de la Tees. Administrativement, il relève du borough de Darlington.

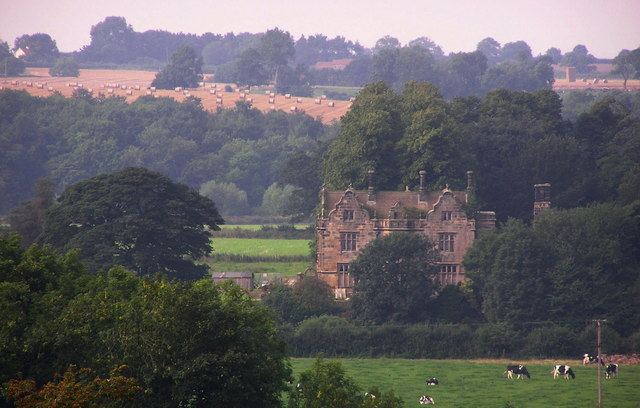
Sockburn Hall.